# 耿继元
耿继元（13世纪？—1294年），祁州束鹿人，元朝官员。
耿继元的祖父耿福在1218年归降蒙古帝国，与武仙作战。耿继元是耿福之子耿孝祖的第三子，年幼时好学，更喜读《春秋左传》、《司馬氏通鑑》。
十八岁时以質子入宿衛（怯薛），三年後，承袭束鹿县尹。之後历任固安州、錦州判官，葛城、大同、河間三县尹，同知絳州事。在锦州时，有剧盗据山寨，耿继元击破山寨、誅殺首魁，境内以安，百姓称其山为耿公山。在大同时，煤炭達官得旨被賜一山作為獵所、山中产煤炭，他想要垄断而得其利，奪民窯洞。耿继元反覆陳説，最后归还于民。
1294年（至元三十一年）九月十日，耿继元去世，时年五十五岁，十五日後安葬。
耿继元娶葛氏、追封高陽郡夫人。再娶朱氏。有耿蔚、耿煥、耿蔽三子。耿蔚以束鹿县尹致仕。耿焕官至中书左丞。翰林待講学士张起岩为他撰文《耿公先世墓碑》。耿蔽官至行宣政院都事。